# Dallara SF19
La Dallara SF19 è una monoposto a ruote scoperte realizzata dalla Dallara per competere, dal 2019, nel campionato giapponese di Super Formula in sostituzione della Dallara SF14. Dal 2023 è sostituita dalla Dallara SF23.

## Storia
La monoposto venne presentata nell'ottobre 2017, sul Circuito di Suzuka, ed è l'unica ammessa nel campionato di Super Formula, il più importante campionato per vetture da corsa a ruote scoperte del Giappone, a partire dalla stagione 2019.
Il primo shakedown della vettura è avvenuto nel giugno 2018, presso l'Autodromo Riccardo Paletti a Varano de' Melegari, con alla guida il pilota nipponico Tomoki Nojiri. Il pilota ha compiuto 71 giri, ottenendo anche il record del tracciato, in 57 secondi, due secondi più rapido del precedente limite stabilito da una vettura LMP1. Le due prime vetture prodotte sono poi state spedite in Giappone, per dei test sul Circuito del Fuji. Nojiri, nei test in Patria, ha compiuto 129 giri, in due giorni, anche se solo nella seconda giornata ha potuto montare gomme da asciutto, dopo la pioggia del primo giorno. Il tempo ottenuto, 1'26"173, è di due secondi più basso della pole position del 2017, ottenuta dalla SF14. Durante i test svolti in agosto, Nojiri ha anche provato un nuovo modello di display, posto sulla visiera del casco.

## Specifiche tecniche
La vettura, rispetto alla SF14, si basa una maggiore sfruttamento del downforce, generata dal fondo, spostando il bilanciamento dalle ali, all'effetto suolo, al fine di aumentare le possibilità di sorpasso. L'aspetto è maggiormente simile a quello delle F1, con una pinna sul cofano, e delle pance laterali più pronunciate. L' Halo non era previsto nel progetto originario, ma la Dallara aveva studiato la possibilità di una sua presenza, tanto che è stato successivamente montato sulla monoposto.
Il motore deriva da quello utilizzato nella Super GT, ed è un 2.000 cc, con limitatore di carburante e sistema push to pass.